# Да Вінчі (фільм)
«Да Вінчі» — український документальний фільм 2024 року режисера Володимира Сидька про українського військовослужбовця Дмитра Коцюбайла під позивним «Да Вінчі», який загинув під час російсько-української війни. Прем'єра фільму в Україні відбудеться 19 вересня 2024 року.
Кінострічка розповідає історію становлення військовослужбовця, охоплюючи його участь у Революції гідності та російсько-українській війні. Окрім цього, у зйомках фільму брали участь члени родини, Валерій Залужний, а також його побратими. За винятком інтерв'ю також представлені досі неопубліковані архівні кадри за участю Дмитра Коцюбайла.

## Сюжет
Фільм розповідає про Дмитра Коцюбайла, видатного українського воїна і борця за свободу. Почавши свій шлях з Революції гідності у вісімнадцять років, Дмитро незабаром вирушив на фронт захищати Україну від російської агресії. За дев'ять років на війні він став легендарним командиром, відомим своєю сміливістю і самовідданістю, слугуючи прикладом для багатьох побратимів. Фільм має на меті не лише детально висвітлити історію життя Дмитра, але й дослідити його становлення як патріота і захисника України.

## Знімальна група
- Режисер-постановник: Володимир Сидько
- Композитор: Дмитро Степанов
- Звукорежисери: Андрій Борисенко, Олексій Селянський
- Режисер монтажу: Олександр Вітранюк
- Оператор: Олег Авілов
- Аніматор: Катерина Бурсак
- Продюсер: Назар Борушок

## Виробництво
Фільм розповідає про життя та діяльність Дмитра Коцюбайла через спогади його рідних, друзів і побратимів. Серед них — його мати Оксана Коцюбайло, сестра Мар'яна Коцюбайло, наречена та керівниця медичної служби батальйону «Вовки Да Вінчі» Аліна Михайлова. Своїми думками про Дмитра діляться також визначні особистості: Головнокомандувач Збройних сил України Валерій Залужний, командир батальйону «Вовки Да Вінчі» Сергій Філімонов, а також інші побратими, які разом із ним пройшли шлях від часів антитерористичної операції до широкомасштабного російського вторгнення. Окрім інтерв'ю, у фільмі представлено унікальні архівні матеріали.
Офіційний трейлер фільму вийшов 16 серпня 2024 року. Прем'єра була назначена на 19 вересня, а кінодистрибуцією компанія Ukrainian Film Distribution.
Фільм створено за фінансової підтримки українських банків та фінансових компаній, яку організувала Асоціація українських банків .